# 高桑健
高桑健（たかくわ けん，1985年3月25日—），日本男子游泳运动员。靜岡縣出生，畢業於裾野市立東中学校、日本大学三島高校及鹿屋体育大学。

## 生涯
2010年，高桑代表日本參加廣州亞運會游泳比賽的男子200米及400米个人混合泳項目，奪得一金一銅。